# Eduard von Böhm-Ermolli
Eduard Freiherr von Böhm-Ermolli (Ancona, 12. veljače 1856. – Troppau, 9. prosinca 1941.) je bio austrougarski feldmaršal i vojni zapovjednik. Tijekom Prvog svjetskog rata zapovijedao je 2. armijom i Grupom armija Böhm-Ermolli na Istočnom bojištu.

## Vojna karijera
Eduard von Böhm-Ermolli je rođen 12. veljače 1856. u Anconi u tadašnjoj Papinskoj državi. Sin je Georga Böhma i Marie Josephe Ermolli. Njegov otac bio je austrijski časnik koji se istaknuo u Bitci kod Novare, te se umirovio 1877. godine s činom bojnika. Zbog zasluga koje je imao, Georg Böhmu je odlukom cara 1885. dodijeljen plemićki naslov, te mu je dopušteno da prezimenu doda i suprugino prezime Ermolli.
Böhm-Ermolli je u vojsku stupio kao kadet, te nakon završetka kadetske škole u St. Poltenu i Terezijaske vojne akademije u Bečkom Novom Mjestu s činom poručnika služi od 1875. godine u 4. dragunskoj pukovniji. Od 1878. pohađa Vojnu akademiju u Beču nakon čega služi u raznim vojnim jedinicama. U svibnju 1891. unaprijeđen je u čin bojnika, dok čin pukovnika dostiže u travnju 1897. godine. U svibnju 1897. postaje zapovjednikom 3. ulanske pukovnije kojom zapovijeda do travnja 1901. kada dobiva zapovjedništvo nad 16. konjičkom brigadom. U svibnju 1903. promaknut je u čin general bojnika, dok u studenom 1905. postaje zapovjednikom 7. konjičke divizije sa sjedištem u Krakowu. U studenom 1907. ponovno je promaknut, ovaj put u podmaršala. U travnju 1909. dobiva zapovjedništvo nad 12. pješačkom divizijom koja je također imala sjedište u Krakowu kojom zapovijeda do studenog 1911. kada postaje zapovjednikom I. korpusa. U svibnju 1912. ponovno je unaprijeđen i to u čin generala konjice.

## Prvi svjetski rat
Na početku Prvog svjetskog rata Böhm-Ermolli dobiva zapovjedništvo nad 2. armijom kojom je zapovijedao većim dijelom rata. Druga armija se prema austrougarskom planu trebala rasporediti na Balkanskom bojištu, te se nakon poraza Srbije trebala premjestiti na Istočno bojište. Međutim, kako su se Rusi mobilizirali brže nego što se očekivalo, Böhm-Ermolli je s 2. armijom premješten na južni dio Istočnog bojišta gdje sudjeluje u Galicijskoj bitci. Nakon toga u jesen 1914. Böhm-Ermolli je s 2. armijom ponovno premješten i to na sjeverni dio Istočnog bojišta gdje je u suradnji s njemačkim snagama sprječavao ruski upad u Šlesku.
U veljači 1915. Böhm-Ermolli je s 2. armijom premješten na južni dio Istočnog bojišta gdje je sudjelovao u pokušaju da se deblokira tvrđava Przemysl. Austrougarska ofenziva završila je potpunim neuspjehom nakon tri tjedna teških borbi u gotovo nemogućim zimskim uvjetima. Böhm-Ermollijeva 2. armija pretrpjela je teške gubitke, te je izgubila gotovo polovinu svoje snage.
U svibnju 1915. Böhm-Ermolli sudjeluje u ofenzivi Gorlice-Tarnow. S 2. armijom sudjeluje u oslobođenju Przemysla i Lemberga, te se zaustavlja zapadno od Tarnopola koji je ostao u ruskim rukama. U svibnju 1915. promaknut je u čin general pukovnika, drugi najviši čin u austrougarskoj vojsci.
Böhm-Ermolli je nakon početka Brusilovljeve ofenzive u lipnju 1916. bio prisiljen na povlačenje. Radi bolje koordinacije formirana je pod zapovjedništvom Böhm-Ermollija grupa armija koja je dobila njegovo ime, te je s istom Böhm-Ermolli uspio suzbiti ruski napad. Böhm-Ermolli je sa svojom grupom armija u srpnju 1917. sudjelovao i u zaustavljanju Kerenskijeve ofenzive, posljednjeg ruskog napada u Prvom svjetskom ratu. Ruske snage su nakon početnog napredovanja zaustavljene, te prisiljene na povlačenje uz velike gubitke. Nakon toga austrougarske su snage prešle u protunapad i vratile ruske na početne položaje. Za navedeni uspjeh Böhm-Ermolli je 28. srpnja 1917. odlikovan ordenom vojnog reda Marije Terezije. Mjesec dana kasnije, 17. kolovoza 1917. uzdignut je u baruna.

U siječnju 1918. Böhm-Ermolli je promaknut u feldmaršala, najviši čin u austrougarskoj vojsci. Nakon potpisivanja Brest-Litovskog mira njegove snage su sudjelovale u okupaciji Ukrajine, te su ušle u Odesu. Njegove okupacijske snage došle su u sukob s njemačkim, te je Böhm-Ermolli u svibnju 1918. smijenjen s dužnosti. Do kraja rata nije dobio novo zapovjedništvo, iako ga je car Karlo nakon neuspješne ljetne ofenzive na Talijanskom bojištu razmatrao kao novog načelnika Glavnog stožera. Böhm-Ermolli je 1. prosinca 1918. umirovljen.

## Poslije rata
Nakon završetka rata i raspada Austro-Ugarske Böhm-Ermolli se nastanio na imanju u Troppau koji je raspadom monarhije ušao u sastav Čehoslovačke. Čehoslovačka vlada dodijelila mu je mirovinu, te čin generala 1. klase. Godine 1928. dodijeljen mu je čin general armije, koji je bio najviši čin čehoslovačke vojske, iako u istoj nikad nije služio. Nakon što su Münchenskim sporazumom Sudeti pripojeni Njemačkoj, Böhm-Ermolli je postao njemačkim građaninom. Dobio je počasni čin njemačkog feldmaršala, postavši time jedinim austrougarskim časnikom kojemu je to pošlo za rukom.

Eduard von Böhm-Ermolli preminuo je 9. prosinca 1941. godine u 85. godini života u Troppau. Priređen mu je svečani vojni pogreb u Beču gdje je njemačku vojsku i državu predstavljao Wilhelm Keitel. Nakon pogreba posmrtni ostaci su preneseni u Troppau (danas Opava u Češkoj).

## Vanjske poveznice
(hrv.)
Eduard von Böhm-Ermolli na stranici Povijest.hr

(eng.) Eduard von Böhm-Ermolli na stranici Firstworldwar.com

(eng.) Eduard von Böhm-Ermolli na stranici Austro-Hungarian-Army.co.uk

(eng.) Eduard von Böhm-Ermolli na stranici Oocities.org

(rus.) Eduard von Böhm-Ermolli na stranici Hrono.ru

(njem.) Eduard von Böhm-Ermolli na stranici Weltkriege.at

(njem.) Eduard von Böhm-Ermolli na stranici Lexikon der Wehrmacht.de

(njem.) Eduard von Böhm-Ermolli na stranici Deutsche-biographie.de